# Съдия Х. Х.
Съдия Х. Х. (на испански: J. J. Juez) е мексиканска теленовела, режисирана от Лоренсо де Родас и продуцирана от Валентин Пимстейн за Телевиса през 1979-1980 г. Адаптацията, написана от Каридад Браво Адамс, е базирана на едноименната чилийска теленовела, създадена от Артуро Моя Грау.
В главните роли са Бланка Санчес и Салвадор Пинеда, а в отрицателните – Хоакин Кордеро и Силвия Паскел.

## Сюжет
Хулия Хименес е красива и интелигентна млада адвокатка, която има успешна кариера в град Мексико. Един ден тя открива, че в отдалечено градче, наречено Тронкалес, е извършено престъпление – младият селянин Раул Гондра е намерен убит. На Хулия е предложена позицията на съдия, отговаряща за разследването, и тя приема без колебание не само заради желанието си като добър адвокат да раздава правосъдие, но и защото баща ѝ живее там, мъж, който е изоставил майка ѝ, когато е била много малка, и че заради него тя умря от скръб и запустение. Ето защо Хулия ще търси отмъщение за този мъж, който е наранил толкова много майка ѝ.
Така Хулия, или Съдия Х. Х., се установява в Тронкалес и започва своята работа. Но тя осъзнава, че няма да е лесно, защото жителите на града не са склонни да съдействат. Голяма част от вината е на Николас Гармендия, един от най-влиятелните мъже в Тронкалес, от когото местните се страхуват. Въпреки всички трудности, Хулия намира хора, които ѝ предлагат помощ, както в случая с Мартин, по-големият брат на убития мъж. Мартин изпитва дълбока омраза към Николас, защото той незаконно е отнел земите, които са принадлежали на баща му и които по право принадлежат на него. Мартин също подозира, че Николас е убиецът на брат му. Но ситуацията се усложнява, когато той среща дъщерята на Гармендия, Паула, педантично и амбициозно момиче, което се влюбва болезнено в Мартин и е готово на всичко, за да го спечели, причинявайки сериозни спречквания с баща си и брат си Родриго, закоравелият Дон Жуан.
В града съжителстват всякакви хора, които също предлагат да помогнат на Хулия, като Маестро Доброта, харизматичен учител, който отговаря на прякора си; Марсиал, градският лекар, Пахарито, приятелски настроен секретар на Хулия; Хамлет, странният пощальон, Малвина и Иларио, собствениците на единствената столова в Тронкалес, и Полет, енигматична французойка, която пристига неочаквано в града със скрита цел.
Мартин се влюбва в Хулия и тя му отвръща, но той трябва да се изправи срещу отмъстителната Паула, която не им позволява да бъдат щастливи, и с различните тайни, които постепенно се появяват, докато Хулия напредва в своето разследване.

## Актьори
- Бланка Санчес – Хулия Хименес, Съдия Х. Х.
- Салвадор Пинеда – Мартин Гондра
- Хоакин Кордеро – Николас Гармендия
- Силвия Паскел – Паула Гармендия
- Рената Флорес – Ирене Гармендия
- Хосе Елиас Морено – Родриго Гармендия
- Гилермо Ореа – Маестро Доброта
- Лилия Арагон – Хилда
- Соня Фурио – Наталия
- Мигел Корсега – Иларио
- Лоренсо де Родас – Гонсало
- Луис Баярдо – Пахарито
- Артуро Лорка – Хамлет
- Надя Аро Олива – Полет Виямора
- Ектор Крус – Бруно
- Луис Торнер – Анселмо
- Вирхиния Гутиерес – Марга
- Ектор Гомес – Марсиял
- Тита Григ – Малвина
- Одисео Бичир – Раул Гондра
- Алма Делфина
- Енрике Хилаберт – Съдия

## Премиера
Премиерата на Съдия Х. Х. е на 16 юли 1979 г. по Canal 2. Последният 150. епизод е излъчен на 7 март 1980 г.

## Версии
- J. J. Juez (1975), чилийска теленовела, режисирана от Хосе Кавиедас, с участието на Амелия Рекена и Уалтер Клихе.